# Pont de Montferrand
Le pont de Montferrand est un pont routier situé sur la commune de Banassac, dans le département de la Lozère, en France.

## Description
C'est un pont routier franchissant le Lot avec deux arches dissymétriques en plein cintre.

## Historique
L'édifice est inscrit au titre des monuments historiques en 1935.